# Liste der Monuments historiques in Brimont
Die Liste der Monuments historiques in Brimont führt die Monuments historiques in der französischen Gemeinde Brimont auf.

## Liste der Objekte
| Bezeichnung                   | Beschreibung                                                    | Standort                     | Kennzeichnung | Schutzstatus    | Datum  | Bild |
| ----------------------------- | --------------------------------------------------------------- | ---------------------------- | ------------- | --------------- | ------ | ---- |
| Skulptur Heiliger Eligius     | Stein, farbig gefasst, 16. Jahrhundert                          | in der Kirche St-Remi (Lage) | PM51001994    | Inscrit         | 1989   |      |
| Kirchenfenster                | aus dem 16. Jahrhundert; während des Ersten Weltkriegs zerstört | in der Kirche St-Remi (Lage) | PM51001333    | Classé gelöscht | ? 1942 |      |
| Skulptur Christus in der Rast | Stein, farbig gefasst, 17. Jahrhundert                          | in der Kirche St-Remi (Lage) | PM51001995    | Inscrit         | 1989   |      |
| Skulptur Heiliger Remigius    | Stein, farbig gefasst, 16. Jahrhundert                          | in der Kirche St-Remi (Lage) | PM51000114    | Classé          | 1908   |      |